# Кандауров, Александр Владимирович
Александр Владимирович Кандауров (укр. Олександр Володимирович Кандауров; 10 марта 1998, Межевая — 25 сентября 2022, Павловка) — украинский военнослужащий, старший солдат, участник российско-украинской войны. Герой Украины (2025, посмертно).

## Биография
Родился 10 марта 1998 года в посёлке Межевая Днепропетровской области. В 2005 году вместе с семьёй переехал в село Сатановка Черкасской области, где окончил местную школу. В 2016 году поступил в Монастырищенский профессиональный лицей, получив специальность электросварщика.
Осенью 2018 года был призван на срочную военную службу, которую проходил в зенитных ракетных войсках. После демобилизации работал сварщиком в городе Бровары Киевской области.
С первых дней полномасштабного вторжения России в Украину в 2022 году добровольно вступил в ряды защитников страны. Служил помощником пулемётчика в составе 72-й отдельной механизированной бригады имени Чёрных Запорожцев. Участвовал в обороне Киева, а также в боевых действиях в Сумской, Харьковской и Донецкой областях.
Погиб 25 сентября 2022 года вблизи села Павловка Донецкой области во время выполнения боевого задания. Похоронен с воинскими почестями 28 сентября 2022 года на сельском кладбище в селе Сатановка

## Награды
- Звание «Герой Украины» с удостоением ордена «Золотая Звезда» (8 мая 2025, посмертно) — за личное мужество и героизм, проявленные в защите государственного суверенитета и территориальной целостности Украины, верность военной присяге[1].
- Орден «За мужество» III степени (26 января 2023, посмертно) — за личное мужество и самоотверженные действия, проявленные в защите государственного суверенитета и территориальной целостности Украины, верность военной присяге[2].